# Fujitsu
Fujitsu K.K. (jap. 富士通株式会社, Fujitsū kabushiki-gaisha, engl. Fujitsu Limited) ist ein im Nikkei 225 gelisteter japanischer Technologiekonzern. Schwerpunkte der Produkte und Dienstleistungen sind Informationstechnologie, Telekommunikation, Halbleiter und Netzwerke.

## Fujitsu-Gruppe in Europa
In Europa ist Fujitsu mit den folgenden Tochterunternehmen am Markt vertreten:
- Fujitsu Services
- Fujitsu Technology Solutions (FTS)
- Fujitsu Telecommunications Europe
- Fujitsu Software
- Fujitsu Systems Europe
- Fujitsu Ten
- Fujitsu Europe
- Fujitsu Electronics Europe (FEEU).

## Fujitsu Deutschland
Insgesamt beschäftigte Fujitsu im Jahr 2018 rund 5.000 Mitarbeiterinnen und Mitarbeiter in Deutschland und weitere 300 in Österreich und der Schweiz.
Standorte in Deutschland sind Berlin, Dresden, Düsseldorf, Frankfurt, Hamburg, Karlsruhe (Entwicklung), Kösching, Laatzen, München (Sitz), Neckarsulm, Nürnberg, Sömmerda, Stuttgart, Ulm, Walldorf und Würzburg.

## Geschichte
1935 wurde das Unternehmen in Tokio als Hersteller für Telefonzubehör unter dem Namen Fuji Tsūshinki Seizō (富士通信機製造) gegründet. Es entstand aus dem Kommunikationsbereich der Fuji Denki Seizō K.K. (富士電機製造株式会社, engl. Fuji Electric Company, heute: Fuji Denki Holdings), das wiederum ein Joint Venture von Furukawa Denki Kōgyō (古河電気工業) mit Siemens war. Der Name Fuji  wurde dabei zusammengesetzt aus Furukawa und Jīmensu (japanisch für die Aussprache von Siemens als [zi:mens]).
1952 wurde die im Zweiten Weltkrieg unterbrochene Zusammenarbeit mit Siemens wieder aufgenommen. 1967 entstand der Name Fujitsu aus den Komponenten Furukawa (Fu), Siemens (ji) und Tsushinki (tsu). Bis 1961 bestand das Logo, das sich das Unternehmen mit seinem Mutterunternehmen teilte, auch aus einem eingekreisten überlagerten „f“ und einem „S“ – als Symbol für die beiden Joint-Venture-Partner des Mutterunternehmens.
Von 1999 bis 2009 arbeitete man mit Siemens im IT-Bereich (Server, Notebooks, Desktop-PCs etc.) im Joint Venture Fujitsu Siemens Computers (FSC) zusammen. 2009 wurden die 50-%-Siemens-Anteile an FSC von Fujitsu übernommen, und man benannte die Tochter in Fujitsu Technology Solutions um.
2009 wurde die Festplatten-Sparte an Toshiba verkauft.
Anfang November 2017 wurde ein Joint Venture mit dem chinesischen PC-Hersteller Lenovo zur Entwicklung und Herstellung von Client-Geräten (Client Computing Devices, CCD) abgeschlossen und eine Übernahme Lenovos einer Mehrheit an der Fujitsu-Tochter Fujitsu Client Computing Limited (FCCL) vereinbart.

## Werk Augsburg
Als lange Zeit einziger Hersteller von Office- und Home-Computern betrieb Fujitsu die Endproduktion eines Teils der Geräte in Deutschland im Werk Augsburg. Im Jahr 2018 kündigte Fujitsu eine weltweite Umstrukturierung des Unternehmens an. Damit verbunden war die Schließung des Produktionsstandortes im Augsburger Toni Park mit 1.800 Arbeitsplätzen. Die Endproduktion im Werk Augsburg wurde allerdings Ende September 2020 geschlossen, andere bislang dort angesiedelte Bereiche wie Service und Support werden seitdem mit rund 350 Beschäftigten an einem neuen Standort in Augsburg weitergeführt. Anteile der Technik (Motherboards) wurden 2019 von Kontron übernommen.

## Britischer Post-Skandal
Das von Fujitsu entwickelte und betriebene IT-System Horizon stand im Mittelpunkt einer Serie von Justizirrtümern, bei denen von 1999 bis 2015 mehr als 900 leitende Beschäftigte der britischen Post zu Unrecht wegen Diebstahls, falscher Buchführung und Betrugs verurteilt wurden, obwohl die Defizite in ihren Filialen in Wirklichkeit auf Fehler der Fujitsu-Software zurückzuführen waren. 2019 entschied der britische High Court, dass die Fujitsu-Software fehlerhaft war, und 2020 leitete die Regierung eine öffentliche Untersuchung ein. Im Januar 2024 kämpften einige Opfer noch immer um die Aufhebung ihrer Urteile bzw. um Entschädigungen.

## Datenschutz
Rolf Werner, Vorsitzender der Geschäftsführung, sagte in einem Interview „Wir sind NSA-frei“, d.h., dass Fujitsu mit Sitz in Deutschland auch lokale Infrastruktur nutzen würde. Das sei wichtig für Kunden, die personenbezogene Daten nicht im außereuropäischen Ausland gelagert haben möchten.